# Dans mon cœur
Dans mon cœur est une mélodie d'Augusta Holmès composée en 1902.

## Composition
Augusta Holmès compose Dans mon cœur en 1902, sur un poème écrit par elle-même. Il existe trois versions de la mélodie : l'une en la  majeur pour voix élevées, la deuxième en si  majeur pour voix moyennes, et la troisième en ut majeur pour voix graves. L'illustration est due à Richard Barabandy. L'œuvre est publiée aux éditions Enoch.